# Othman Battikh
Pour les articles homonymes, voir Othman.
Othman Battikh (arabe : عثمان بطَيخ), né le 17 avril 1941 à Tunis et mort le 25 octobre 2022 dans la même ville, est un universitaire, religieux et homme politique tunisien.

## Biographie
Né dans une famille tunisoise modeste, son père travaille comme coiffeur, en plus d'une fonction administrative de chef de quartier (m'harek) à El Azzafine, au centre de la médina de Tunis. Il étudie à l'école franco-arabe puis poursuit des études secondaires à la Zitouna, dans ses annexes de la mosquée Saheb Ettabaâ durant les deux premières années, puis au lycée secondaire de la Zitouna, également appelé lycée Ibn-Khaldoun. Il continue ses études universitaires à l'École supérieure de droit de Tunis, avec comme enseignants Mohamed Fadhel Ben Achour, Mohamed Malki, Mohamed Ben Slama et Mohamed Annabi. À l'issue de ses études, il travaille comme juge auprès du tribunal de première instance de Tunis pendant trois ans, au bout desquels il préfère reprendre ses études à la Zitouna durant quatre ans, puis suit un troisième cycle pour réintégrer l'université comme enseignant de fiqh et de fiqh comparatif, notamment avec le Code du statut personnel.
En 2008, Othman Battikh est nommé mufti de la République par le président de la République Zine el-Abidine Ben Ali. Il est remplacé en 2013 par Hamda Saïed.
Le 2 février 2015, il est nommé au poste de ministre des Affaires religieuses dans le gouvernement de Habib Essid,.
Le 5 janvier 2016 est ouverte une enquête au tribunal de première instance de Tunis portant sur des dépassements financiers que le ministre aurait effectué lors de son dernier pèlerinage à La Mecque. Le lendemain, il est remplacé par Mohamed Khalil à la tête du ministère des Affaires religieuses. Le 12 janvier, il est à nouveau nommé mufti de la République par le président de la République Béji Caïd Essebsi,.  
Érudit et écrivain, convaincu de la singularité de l'histoire de sa patrie, il favorise le développement du dialogue interreligieux et prend une part active au combat contre l'obscurantisme,. Il meurt dans l'exercice de ses fonctions le 25 octobre 2022, ses funérailles se déroulant le même jour au cimetière du Djellaz.

## Distinctions
- Commandeur de l'Ordre de la République (Tunisie)[13].